# 리오그란데 공화국

리오그란데 공화국의 국기

리오그란데 공화국(스페인어: República del Río Grande)은 멕시코 북부에서 중앙 정부에 반기를 들고 세워진 반정부 국가이다. 봉기는 1840년 1월 17일부터 11월 6일까지 계속되었으며, 리오그란데 공화국은 공식적으로 승인되지 못했다.

## 같이 보기
- 필리부스테로